# Madeleine de Saint Nectaire
Pour les autres membres de la famille, voir Famille de Saint-Nectaire.
Madeleine de Saint Nectaire (1526-1575), dame de Miremont, est une femme de guerre surnommée « l' amazone de son siècle » ou « la fière amazone ».

## Biographie
Fille de Nectaire de Saint-Nectaire, lieutenant-général pour le roi dans l'Auvergne, la Marche et le Bourbonnais, bailli des Montagnes d'Auvergne, et de Marguerite d'Estampes, dame de La Ferté-Nabert, elle était la sœur de Mgr Antoine de Senneterre, évêque du Puy, et de François de Saint-Nectaire (1523-1587), conseiller d'État, chevalier des ordres du roi.
Elle épousa le 29 mai 1548 Guy de Saint-Exupéry de Miremont, bailli des Montagnes d'Auvergne. Leur fille aînée, Françoise, épousera Henri de Bourbon-Lavedan (1544-1611).
Madeleine de Saint-Nectaire devint veuve jeune. Elle se mit alors à la tête des vassaux de son mari et de son père, accompagnée d’une soixante de gentilshommes.
Lorsque Gilles de Montal vint attaquer le château de Miremont en 1574, elle engagea le combat contre lui et chargea elle-même l’ennemi.
Montal ayant réussi à prendre le château, elle alla obtenir de Turenne quatre compagnies d’arquebusiers pour reprendre le château. Madeleine de Saint-Nectaire réussi à mettre en déroute les troupes de Montal et porta elle-même la blessure mortelle à Gilles de Montal.
Huguenote, elle soutint par la suite le parti du roi Henri III contre la Ligue.